# پیام اضطراری
پیام اضطراری (به انگلیسی: Mayday) یک مجموعهٔ تلویزیونی مستند تلویزیونی است که از سال ۲۰۰۳ آغاز شده است و در آن به سانحه‌های هوایی سراسر دنیا می‌پردازد و با بازماندگان، محققان و بستگان جانباختگان به گفتگو می‌نشیند.
در سال ۱۳۹۸/۲۰۱۹، فصل ۱۸ این مجموعه در چندین شبکه، از جمله تلویزیون من‌وتو، نشنال جئوگرافیک فارسی، شبکهٔ مستند، و… پخش می‌شود.
همچنین، قسمت‌هایی از فصل‌های اولیهٔ این مجموعه با نام «حوادث واقعی» یا «بررسی سوانح هوایی» در شبکهٔ تهران (شبکهٔ پنج) صدا و سیمای ایران پخش می‌شود.

## فصل‌ها
| فصل | فصل | قسمت | پخش اصلی        | پخش اصلی       | تاریخ‌های انتشار دی وی دی | تاریخ‌های انتشار دی وی دی | تاریخ‌های انتشار دی وی دی |
| فصل | فصل | قسمت | شروع فصل        | انتهای فصل     | منطقه ۱                  | منطقه ۲                  | منطقه ۳                  |
| --- | --- | ---- | --------------- | -------------- | ------------------------ | ------------------------ | ------------------------ |
|     | 1   | ۶    | ۳ سپتامبر ۲۰۰۳  | ۲۲ اکتبر ۲۰۰۳  | ۹ آوریل ۲۰۰۹             | TBA                      | ۷ مارس ۲۰۱۳              |
|     | 2   | ۶    | ۲۳ ژانویه ۲۰۰۵  | ۲۷ فوریه ۲۰۰۵  | TBA                      | TBA                      | ۷ مارس ۲۰۱۳              |
|     | 3   | ۱۳   | ۱۴ سپتامبر ۲۰۰۵ | ۷ دسامبر ۲۰۰۵  | ۱۵ مه ۲۰۱۲               | TBA                      | ۷ مارس ۲۰۱۳              |
|     | 4   | ۱۰   | ۱۵ آوریل ۲۰۰۷   | ۱۷ ژوئن ۲۰۰۷   | ۱۵ مه ۲۰۱۲               | ۵ اکتبر ۲۰۱۵             | ۷ مارس ۲۰۱۳              |
|     | 5   | ۱۰   | ۹ آوریل ۲۰۰۸    | ۱۱ ژوئن ۲۰۰۸   | TBA                      | ۵ اکتبر ۲۰۱۵             | ۷ مارس ۲۰۱۳              |
|     | 6   | ۳    | ۱۶ دسامبر ۲۰۰۷  | ۲ مارس ۲۰۰۸    | TBA                      | TBA                      | ۷ مارس ۲۰۱۳              |
|     | 7   | ۸    | ۴ نوامبر ۲۰۰۹   | ۱۷ دسامبر ۲۰۰۹ | TBA                      | TBA                      | ۶ مه ۲۰۱۰                |
|     | 8   | ۲    | ۱۰ ژوئن ۲۰۰۹    | ۱۷ ژوئن ۲۰۰۹   | TBA                      | TBA                      | ۷ مارس ۲۰۱۳              |
|     | 9   | ۸    | ۸ سپتامبر ۲۰۱۰  | ۲۷ اکتبر ۲۰۱۰  | TBA                      | TBA                      | ۷ مارس ۲۰۱۳              |
|     | 10  | ۶    | ۲۷ فوریه ۲۰۱۱   | ۲۸ مارس ۲۰۱۱   | TBA                      | TBA                      | ۷ مارس ۲۰۱۳              |
|     | 11  | ۱۳   | ۱۲ اوت ۲۰۱۱     | ۱۳ آوریل ۲۰۱۲  | TBA                      | TBA                      | ۵ سپتامبر ۲۰۱۲           |
|     | 12  | ۱۳   | ۳ اوت ۲۰۱۲      | ۱۵ آوریل ۲۰۱۳  | TBA                      | TBA                      | ۱۴ اوت ۲۰۱۳              |
|     | 13  | ۱۱   | ۱۶ دسامبر ۲۰۱۳  | ۹ مه ۲۰۱۴      | TBA                      | TBA                      | ۲ دسامبر ۲۰۱۵            |
|     | 14  | ۱۱   | ۵ ژانویه ۲۰۱۵   | ۲ مارس ۲۰۱۵    | TBA                      | TBA                      | ۱ ژوئن ۲۰۱۶              |
|     | 15  | ۱۰   | ۴ ژانویه ۲۰۱۶   | ۱۷ فوریه ۲۰۱۶  | TBA                      | TBA                      | TBA                      |
|     | 16  | ۱۰   | ۷ ژوئن ۲۰۱۶     | TBA            | TBA                      | TBA                      | TBA                      |

## قسمت‌ها
توجه: قسمتها بر اساس ترتیب ساخت مرتب شده‌است نه براساس تاریخ حادثه

### فصل ۱ (۲۰۰۳)
| ردیف | # | عنوان                | حادثه                      | تاریخ اصلی پخش  |
| --- | - | -------------------- | -------------------------- | --------------- |
| ۱ | ۱ | «فاجعه باز کردن قفل» | پرواز ۸۱۱ یونایتد ایرلاینز | ۱۰ سپتامبر ۲۰۰۳ |
| در ۲۴ فوریه سال ۱۹۸۹، پرواز ۸۱۱ هواپیمایی ایالات متحده در حال پرواز برفراز اقیانوس آرام بود که بخشی از بدنه سمت راست هواپیما کنده شد و ۹ نفر از هواپیما به زمین سقوط کردند و هواپیما در هونولولو بدون کشته شدن افراد بیشتر بر روی زمین نشست علت حادثه نقص در یک مدار کوتاه الکتریکی که برای باز کردن محفظه بار استفاده می‌شد، بود. مدل هواپیما: بوئینگ ۷۴۷–۱۰۰ |   |                      |                            |                 |
| ۲ | ۲ | «مسابقه طوفان»       | پرواز ۱۴۲۰ امریکن ایرلاینز | ۳ سپتامبر ۲۰۰۳  |
| در تاریخ ۱ ژوئن سال ۱۹۹۹، پرواز ۱۴۲۰ خطوط هوایی آمریکا تلاش می‌کند تا در فرودگاه ملی صخره کوچک و در یک روز طوفانی به زمین بنشیند ولی عدم کنترل بر روی باند باعث کشته شدن ۱۱ نفر می‌شود. علت حادثه خطای خلبان بود. مدل هواپیما: مک‌دانل داگلاس ام‌دی-۸۰ |   |                      |                            |                 |
| ۳ | ۳ | «آتش‌سوزی»            | پرواز سوئیس ایر ۱۱۱        | ۲۲ اکتبر ۲۰۰۳   |
| در ۲ سپتامبر سال ۱۹۹۸، پرواز ۱۱۱ سوئیس ایر در حال پرواز آتش گرفته و به دریا سقوط می‌کند. علت حادثه آتش‌سوزی در سیستم سیم کشی معیوب هواپیما بوده‌است. مدل هواپیما: مک‌دانل داگلاس ام‌دی-۱۱ |   |                      |                            |                 |
| ۴ | ۴ | «پرواز کور»          | پرواز ۶۰۳ Aeroperú         | ۱۷ سپتامبر ۲۰۰۳ |
| در ۲ اکتبر سال ۱۱۹۶، مدت کوتاهی پس از برخاستن هواپیما، خدمه پرواز ۶۰۳ اطلاعات اشتباهی از سیستم اطلاعات هواپیما مبنی بر سرعت و ارتفاع نادرست دریافت می‌کنند و زمان فرود اضطراری در دریا سقوط کرده و تمامی سرنشین‌های آن کشته می‌شوند. مدل هواپیما: بوئینگ ۷۵۷–۲۰۰                                                                                                 |   |                      |                            |                 |
| ۵ | ۵ | «برش گوشه‌ها»         | پرواز ۲۶۱ آلاسکا ایرلاینز  | ۱۵ اکتبر ۲۰۰۳   |
| در ۳۱ ژانویه ۲۰۰۰، پرواز ۲۶۱ خطوط هوایی آلاسکا در اقیانوس آرام سقوط کرد و تمامی ۸۸ سرنشین آن کشته شدند. نقص در یکی از جک‌های هواپیما علت حادثه بود. مدل هواپیما: مک‌دانل داگلاس ام‌دی-۸۳ |   |                      |                            |                 |
| ۶ | ۶ | «پرواز خالی»         | پرواز ۲۳۶ Air Transat      | ۸ اکتبر ۲۰۰۳    |
| در ۲۴ اوت سال ۲۰۰۱، پرواز ۲۳۶ هواپیمایی ترانست در حالی که بر روی اقیانوس آرام در حال پرواز بود سوخت خود را تمام می‌کند. خلبان مجبور به فرود اضطراری در یک فرودگاه نظامی می‌شود. علت حادث نشت سوخت هواپیما عنوان شد. مدل هواپیما: ایرباس ای۳۳۰–۲۰۰ |   |                      |                            |                 |

### فصل ۲ (۲۰۰۴)
| ردیف | # | عنوان                   | حادثه                                 | تاریخ اصلی پخش |
| --- | - | ----------------------- | ------------------------------------- | -------------- |
| ۷ | ۱ | «ترکیدن»                | پرواز ۵۳۹۰ بریتیش ایرویز              | ۲۳ ژانویه ۲۰۰۵ |
| در ۱۰ ژوئن سال ۱۹۹۰، پنجره کابین خلبان پرواز ۵۳۹۰ بریتیش ایرویز می‌ترکد. علت حادثه تعمیر و نگهداری نادرست بود. مدل هواپیما: بی‌ای‌سی یک-یازده |   |                         |                                       |                |
| ۸ | ۲ | «پرنده زخمی»            | پرواز ۵۲۹ Atlantic Southeast Airlines | ۲۳ ژانویه ۲۰۰۵ |
| در ۲۱ اوت سال ۱۹۹۵، پرواز ۵۲۹ هواپیمایی آتلانتیک جنوب شرقی در حال اوج‌گیری دچار عدم تعادل شده و به زمین برخورد می‌کند که در اثر این حادثه ۹ نفر جان خود را از دست می‌دهند. سائیدگی فلز در تیغه پروانه علت حادثه بود. مدل هواپیما: امبرائر ئی‌ام‌بی ۱۲۰ برازیلیا |   |                         |                                       |                |
| ۹ | ۳ | «ماشین کشتار»           | پرواز ۸۹۶۹ ایر فرانس                  | ۶ فوریه ۲۰۰۵   |
| در ۲۴ دسامبر سال ۱۹۹۴، پرواز ۸۹۶۹ هوایی فرانسه در فرودگاه الجزیره توسط چهار تروریست ربوده شد. تیم نجات گروگان‌گیری فرانسه توانست با حمله به کابین هواپیما هر چهار تروریست را بکشد و تمامی مسافران را نجات دهد. این عملیات به عنوان یکی از موفق‌ترین عملیات‌های ضد تروریستی در تاریخ می‌باشد. مدل هواپیما: ایرباس آ۳۰۰                                                                 |   |                         |                                       |                |
| ۱۰ | ۴ | «چهارراه مرگبار»        | بی‌ای‌ال باشکیریان ایرلاینز             | ۱۳ فوریه ۲۰۰۵  |
| در ۱ ژوئیه ۲۰۰۲، پرواز ۲۹۳۷ هواپیمایی بی‌ای‌ال باشکیریان ایرلاینز با پرواز ۶۱۱ DHL در نزدیکی حریم هوایی و در نزدیکی اوبرلینگن برخورد می‌کنند. پرواز ۲۹۳۷ در لحظه برخورد منفجر می‌شود و هواپیمای باری DHL پس از مدت کوتاهی سقوط می‌کند. تمامی ۷۱ سرنشین و خدمه هر دو هواپیما کشته می‌شوند. مدل هواپیما: پرواز ۲۹۳۷ بی‌ای‌ال باشکیریان ایرلاینز: توپولف-۱۵۴، پرواز ۶۱۱ دی اج ال: بوئینگ ۷۵۷ |   |                         |                                       |                |
| ۱۱ | ۵ | «از دست رفته»           | پرواز ۹۶۵ امریکن ایرلاینز             | ۲۰ فوریه ۲۰۰۵  |
| در ۲۰ دسامبر ۱۹۹۵ پرواز ۹۶۵ خطوط هواپیمایی امریکن ایرلاینز پس از برخورد به کوه منفجر می‌شود و تنها چهار مسافر و یک سگ زنده می‌مانند. مدل هواپیما: بوئینگ ۷۵۷ |   |                         |                                       |                |
| ۱۲ | ۶ | «گم شدن برفراز نیویورک» | پرواز ۵۲ اویانکا                      | ۲۷ فوریه ۲۰۰۵  |
| در ۲۵ ژانویه ۱۹۹۰ پرواز شماره ۵۲ اویانکا که از نیویورک عازم کلمبیا بود به علت شرایط بد آب و هوایی در لانگ آیلند نیویورک سقوط می‌کند. مدل هواپیما: بوئینگ ۷۰۷–۳۲۰B |   |                         |                                       |                |